# Dlouhá Ves (kraj pilzneński)
Dlouhá Ves – gmina w Czechach, w powiecie Klatovy, w kraju pilzneńskim. Według danych z dnia 1 stycznia 2014 liczyła 830 mieszkańców.